# Lliga de les Famílies Poloneses
La Lliga de les Famílies Poloneses (polonès Liga Polskich Rodzin) era un partit polític de Polònia (dreta, conservador, nacionalista) i de caràcter anti-europeista. Va ser fundat el 30 de maig de 2001. Les seves consignes repudien el comunisme i el capitalisme macro-financer europeu.
Durant les eleccions parlamentàries poloneses de 2001 la Lliga de les Famílies Poloneses va obtenir un 7,87% i 38 escons en el Parlament polonès i 2 escons en el Senat. A les eleccions parlamentàries poloneses de 2005 va obtenir un 7,97% i 34 escons al Parlament de Polònia i 7 escons en el Senat. Després de les eleccions de 2007 el partit va perdre tota la seva representació parlamentària i institucional a l'obtenir només un 1,30% dels vots i no superar el 5% mínim exigit per la llei. El setembre de 2007 es va dissoldre.
El LPR va ostentar les carteres ministerials de Pesca i Educació, aquesta última dirigida pel seu líder Roman Giertych, en el govern de coalició que va formar amb els partits Dret i Justícia i Autodefensa de la República de Polònia durant la legislatura 2005-2007. El President de la Lliga de les Famílies Poloneses era Roman Giertych.

## Crítiques
Representa, en qualsevol cas, al catolicisme més conservador, mantenint una posició bel·ligerant contra l'avortament i l'eutanàsia. El partit estava vinculat a l'emissora radiofònica ultracatòlica Radio Marja.

## Resultats electorals

### Sejm
| Any  | Vots      | %        | Escons   | +/– | Govern               |
| ---- | --------- | -------- | -------- | --- | -------------------- |
| 2001 | 1,025,148 | 7.9 (#6) | 38 / 460 | Nou | Oposició             |
| 2005 | 940,762   | 8.0 (#5) | 34 / 460 | 4   | Suport extern (2005) |
| 2005 | 940,762   | 8.0 (#5) | 34 / 460 | 4   | Coalició (2006-07)   |
| 2005 | 940,762   | 8.0 (#5) | 34 / 460 | 4   | Oposició (2007)      |
| 2007 | 209,171   | 1.3 (#6) | 0 / 460  | 34  | Oposició             |

### Senat
| Any  | Vots      | %     | Escons  | +/– |
| ---- | --------- | ----- | ------- | --- |
| 2001 | 1,097,058 | 4.05  | 2 / 100 | Nou |
| 2005 | 2,990,092 | 12.39 | 7 / 100 | 5   |
| 2007 | 293,289   | 0.90  | 0 / 100 | 7   |

### Assemblees regionals
| Any  | %         | Escons   | +/– |
| ---- | --------- | -------- | --- |
| 2002 | 14.4 (#4) | 92 / 561 | Nou |
| 2006 | 4.7 (#6)  | 11 / 561 | 81  |
| 2010 |           | 0 / 561  | 11  |
| 2014 | 0.3 (#19) | 0 / 555  | =   |

### Parlament Europeu
| Any  | Vots             | %                | Escons  | +/– |
| ---- | ---------------- | ---------------- | ------- | --- |
| 2004 | 969,689          | 15.9 (#2)        | 10 / 54 | Nou |
| 2009 | Dins de Libertas | Dins de Libertas | 0 / 50  | 10  |